# Georg Kemmet
Georg Kemmet (* 17. August 1893 in Ludwigshafen am Rhein; † 9. April 1969 ebenda) war ein deutscher SS-Funktionär.

## Leben und Tätigkeit

### Frühes Leben
Kemmet war eines von zehn Kindern des Küfermeisters Georg Kemmet und seiner Frau Maria. Er besuchte die Volkshauptschule bis zu seinem 14. Lebensjahr. Anschließend absolvierte er eine dreijährige Lehre als Mechaniker bei der Firma Steinmüller in Mannheim. In den folgenden Jahren war er bei den Firmen Gebrüder S in Ludwigshafen sowie Beck und Henkel in Kassel mit Aufzugsmontagen beauftragt, die er im In- und Ausland ausführte. Ab 1913 gehörte er der II. Matrosen-Division in Wilhelmshaven an, wo er auf dem Flaggschiff des I. Geschwaders Ostfriesland stationiert war.
Von 1914 bis 1918 nahm Kemmet am Ersten Weltkrieg teil. In den ersten Monaten des Krieges verblieb er auf seinem Posten auf dem Flaggschiff des I. Geschwaders Ostfriesland. Im April 1915 meldete Kemmet sich als Seeflieger und wurde darauf zur II. Seefliegerabteilung überwiesen. Es folgte, weiterhin bei der II. Seefliegerabteilung, eine Ausbildung in Norderney, woraufhin er im Juni 1915 der Seeflugstation in Seebrügge als Marineflieger zugeteilt wurde (Flugmechaniker-Obermaat). Für seine Leistungen als Pilot während des Krieges erhielt er das Eiserne Kreuz beider Klassen und den Bayerischen Militärverdienstorden.
In der Zeit der Weimarer Republik arbeitete Kemmet als Maschinenschlosser bei den IG-Farben-Fabrikationen in Ludwigshafen, zuletzt als Schichtmeister (Maschinenmeister) im Werk Oppau (Drucklufturbinen- und Dampfzentrale).

### Verwicklung in terroristische Anschläge zu Beginn der 1930er Jahre
Zum 1. Januar 1931 trat Kemmet der NSDAP bei (Mitgliedsnummer 401.148). Außerdem trat er in die SS (SS-Nummer 3.654), die Polizeitruppe der Partei, ein. Zum 30. Januar 1931 wurde Kemmet von Heinrich Himmler zum Sturmführer und Adjutanten der II. SS-Standarte ernannt. Seit November 1931 erledigte Kemmet die Geschäfte des Adjutanten der 10. SS-Standarte, deren Führer zu dieser Zeit Theodor Eicke, der spätere Kommandeur des Konzentrationslagers Dachau und der SS-Totenkopfverbände, war. Zu dieser Zeit begann Kemmet auch unter seinen Kollegen bei den IG Farben für die NSDAP zu werben. In der Presse wurde das Ludwigshafener Werk 1932 als „nationalsozialistisches Hauptquartier“ bezeichnet. Von Januar bis Oktober 1932 fungierte Kemmet dann als regulärer Adjutant der 10. Standarte.
1931/1932 war Kemmet in eine Serie von terroristischen Sprengstoffangriffen, die Angehörige der SS in der Pfalz auf politische Gegner verübten, verwickelt. Der führende Kopf bei der Organisation und Durchführung dieser Attentate war sein Vorgesetzter Eicke. Kemmet, der damals Adjutant Eickes war, unterstützte ihn bei den Sprengstoffanschlägen, indem er seine Stellung bei den BASF-Werken nutzte, um die für die Herstellung der Bomben erforderlichen Materialien zu beschaffen. Diese wurden von dem ebenfalls der NSDAP angehörigen BASF-Chemiker Richard Klemm zweckentsprechend zusammengemischt. Die Eisenrohre für die Bomben hatte Kemmet im Bau 99 des Werkes Oppau von Schlossern und Schweißern, die ihm als Nationalsozialisten bekannt waren, herstellen lassen. Angeblich behauptete er diesen gegenüber die Rohre als Gewichte für einen geplanten Schießstand zu benötigen.
Eicke schrieb 1933 in einem Brief an Hermann Göring über diese Vorgänge:
„Da ich diese [die Herstellung der Bomben] unmöglich allein bewältigen konnte, zog ich meinen Adjutanten Kemmet, den SS-Sturmführer Gaab und den SS-Truppführer Dr. Klemm heran zur Unterstützung. In unermüdlicher Nachtarbeit wurden die Bomben bei doppelt verhängten Fenstern in meiner Wohnung gefertigt.“
Während Eicke aufgrund dieser Sprengstoffattentate in Haft genommen wurde, kam Kemmet mit einigen Vernehmungen durch den Untersuchungsrichter ohne Inhaftierung davon, vor allem weil Eicke, der sich weigerte seine Mittäter namhaft zu machen, ihn deckte. Jedoch fühlte Eicke der anschließend mehrere Monate in Haft verbrachte sich von Kemmet aufgrund dessen geringen Bemühungen, ihm bei der Wiedererlangung seiner Freiheit zu helfen sowie aufgrund seiner Annäherung an seinen Intimfeind, den Gauleiter der NSDAP in der Pfalz Bürckel, verraten, so dass zu dieser Zeit ein tiefer persönlicher Graben entstand.
Seine Stellung bei den BASF-Werken verlor Kemmet im Februar 1932: Eigenen Angaben zufolge wurde er wegen seiner Verwicklung in die Sprengstoffanschläge entlassen und nach außen hin "abgebaut".
Ein im Oktober 1932 gegen Kemmet eröffnetes Verfahren wurde im Januar 1933 eingestellt. In seiner SS-Stammrolle behauptete er fälschlich, zu zwei Jahren Haft verurteilt und amnestiert worden zu sein, wie Niels Weise durch einen Abgleich mit einem einschlägigen Schreiben des Oberstaatsanwalts beim Landgericht Zweibrücken an die Generalstaatsanwaltschaft feststellen konnte.

### Leben im NS-Staat
Nach dem Machtantritt der Nationalsozialisten im Frühjahr 1933 erhielt Kemmet im März 1933 die Funktion eines Sonderbeauftragten der Regierung der Pfalz bei der Polizeidirektion Ludwigshafen. Noch im selben Monat richtete er seinen Dienstsitz in dieser Eigenschaft in den Redaktionsräumen der verbotenen sozialdemokratischen Zeitung Pfälzische Post ein, deren Gebäude zuvor von der SS beschlagnahmt worden war.
Am 9. September 1933 wurde Kemmet bei einer Auseinandersetzung auf dem jährlichen Dürkheimer Wurstmarkt schwer verletzt, als ihm jemand einen Schlag über den Kopf mit einer Weinflasche versetzte. 
Im Januar 1934 wurde Kemmet vom Stab der 10. SS-Standarte dem Sicherheitsdienst der SS (SD) als Mitarbeiter zugeteilt.
Im November 1934 wurde Kemmet zum Leiter der Grenzschutzsstaffel Ludwigshafen ernannt. Von November 1934 bis März 1936 leitete er den SS-Abschnitt XXIX. Formal wurde er dem aufgrund eines Ersuchens des Chefs des Sicherheitshauptamtes vom 20. Dezember 1935 an die Personalkanzlei des Reichsführers SS mit Wirkung zum 16. Dezember 1935 vom SD zur Allgemeinen SS zurückversetzt. Seit dem 1. April war Kemmet als Amtswalter beim Gau Saar-Pfalz der NSDAP tätig. Nebenbei gehörte er dem Gaugericht als Beisitzender an.
Mit Wirkung vom 15. Februar 1936 wurde Kemmet zum SS-Führer beim Stab SS-Abschnitts XXIX ernannt. Mit Wirkung vom 1. März 1937 wurde er dann von seiner Dienststelle als SS-Führer beim Stab des Abschnitt XXIX enthoben und zum SS-Führer beim Stab des Abschnitts XXXIV ernannt.
Während des Zweiten Weltkriegs gehörte Kemmet der Kriegsmarine an. 1942 schwebte ein Disziplinarverfahren gegen ihn vor dem SS-Gericht wegen Verstoßes gegen die Kriegswirtschaftsverordnung.

## Familie
Kemmet war seit dem 19. Juli 1918 mit Hedwig Hohberg (* 11. Januar 1893 in Rostock) verheiratet. Aus der Ehe gingen zwei Söhne (1919 und 1933) und eine Tochter (* 1921) hervor.

## Beförderungen
- 15. November 1931: SS-Sturmbannführer
- 20. April 1935: SS-Obersturmbannführer

## Nachlass
Personalunterlagen zu Kemmet haben sich im Bundesarchiv erhalten: Namentlich befinden sich im Bestand des ehemaligen BDC eine Personalakte für ehrenamtliche Richter des Obersten Parteigerichts der NSDAP zu Kemmet (OPG-Richter-Mikrofilm Nr. 49, nicht-foliiert), eine Akte des Rasse- und Siedlungshauptamtes der SS zu ihm (Mikrofilm RS C 5363, Bilder 161–174) und eine SS-Personalakte (SSO 162-A, Bilder 705–763).